# Наттолл, Пол
Пол Эндрю Наттолл (англ. Paul Andrew Nuttall; род. 30 ноября 1976, Бутл) — британский политик, лидер Партии независимости Соединённого королевства (2016—2017).

## Биография

### Ранние годы
Родился в католической семье в Бутле, учился в местных государственных школах. В 12-летнем возрасте стал очевидцем трагедии на «Хиллсборо», когда на футбольном матче погибли 96 болельщиков. Изучал спортивные науки в колледже Северного Линкольншира, историю в университете Эдж Хилл, прошёл курс педагогического образования в университете Центрального Ланкашира. Работал помощником учителя в Бутле, затем получил степень магистра по истории в Ливерпульском университете Хоуп, где специализировался на Эдвардианской эпохе (в 2004—2006 годах преподавал в этом же университете). В 2002 году принял участие в местных выборах в своём родном Бутле, баллотируясь от Консервативной партии, в 2004 году вступил в ПНСК.

### Политическая карьера
В 2009 году избран от ПНСК в Европарламент, в 2014 году переизбран. Член фракции «Европа за свободу и демократию».
20 ноября 2016 года в интервью BBC One заявил, что «Путин — очень неприятный человек», но, в отличие от Великобритании, проводит на Ближнем Востоке более адекватную политику. В частности, Наттолл поддержал российскую военную операцию в Сирии, поскольку она направлена против Джебхат ан-Нусры, связанной с Аль-Каидой и Талибаном.
28 ноября 2016 года, после шести лет в должности заместителя лидера ПНСК, победил на выборах нового лидера с результатом 62,6 %, опередив заместителя председателя ПНСК Сьюзан Эванс и бывшего военнослужащего Джона Риса-Эванса (избранная ранее в этом же году Диана Джеймс через 18 дней отказалась от должности, и обязанности лидера вновь временно исполнял Найджел Фараж).
Выступая перед своими сторонниками с программной речью, Наттолл сказал, что, в отличие от Фаража, будет меньше времени уделять зарубежным связям, в том числе отношениям с избранным президентом США Дональдом Трампом, и назвал ближайшей задачей партии завоевание симпатий бывших избирателей Лейбористской партии, разочарованных политикой Джереми Корбина, который больше интересуется такими вопросами, как изменение климата и справедливость международных торговых соглашений, чем преступность, иммиграция и социальная мобильность. В частности, Наттолл заявил:

Я хочу занять место Лейбористской партии и сделать ПНСК патриотическим голосом рабочего люда.
Оригинальный текст (англ.)–  I want to replace the Labour party and make Ukip the patriotic voice of working people
— 
Сам же Наттолл отрицает антропогенное глобальное потепление, борется за введение смертной казни, создание отдельного парламента Англии, запрет ношения бурки и празднование даты референдума за выход из ЕС в качестве дня независимости Великобритании.
9 июня 2017 года ушёл в отставку с поста лидера ПНСК после катастрофического поражения партии на досрочных парламентских выборах — её поддержали только 593 852 избирателя (в 2015 году эта цифра составила 3 881 099), и партия не получила ни одного места в Палате общин. Сам Наттолл выставил свою кандидатуру в избирательном округе Бостон и Скеджнесс (графство Линкольншир) и получил 3308 голосов — на 10 тыс. меньше результата партии в этом округе на предыдущих выборах.